# Copa Panamericana de Hockey sobre césped femenino de 2022
La VI Copa Panamericana de Hockey sobre Césped Femenino de 2022 se disputó en Santiago de Chile entre el 19 y el 29 de enero de 2022. El evento otorgó tres plazas para el Campeonato Mundial de 2022.
Estaba previsto que se celebrara del 7 al 22 de agosto de 2021 en Tacarigua, Trinidad y Tobago.  Sin embargo, tras el aplazamiento de los Juegos Olímpicos de Verano de 2020 debido a la pandemia de COVID-19, el torneo se reprogramó. El 4 de septiembre de 2020 Trinidad y Tobago, se retiró de la organización del torneo. 
Argentina fue el campeón defensor,  habiendo ganado la edición de 2017.  Defendió su título tras vencer en la final a Chile.
Los tres mejores equipos se clasificaron para la Copa Mundial de Hockey FIH de 2022. 
En noviembre de 2020, la Federación Panamericana de Hockey anunció que la copa se celebraría del 19 al 29 de enero de 2022 en Santiago, Chile.

## Clasificación
Los seis mejores equipos de la Copa Panamericana anterior, el anfitrión en caso de no haber clasificado antes y el ganador del Desafío Panamericano 2021 clasificaron al torneo. 
| Fechas                                  | Evento                    | Ubicación                 | Plazas | Clasificado(s)                                       |
| --------------------------------------- | ------------------------- | ------------------------- | ------ | ---------------------------------------------------- |
|                                         | Anfitrión                 |                           | 0      |                                                      |
| 4–12 de agosto de 2017                  | Copa Panamericana 2017    | Lancaster, Estados Unidos | 5      | Argentina Chile Estados Unidos Canadá Uruguay México |
| 26 de septiembre – 2 de octubre de 2021 | Desafío Panamericano 2021 | Lima, Perú                | 2      | Trinidad y Tobago Perú                               |
| Total                                   | Total                     | Total                     | 7      |                                                      |

México abandonó antes de que inicie el torneo. 
Chile ya clasificó al finalizar entre los seis mejores de la Copa Panamericana de 2017, por lo tanto se suprimió la plaza como anfitrión y se añadió una en el Desafío Panamericano 2021.

## Primera fase

### Grupo A
| Pos. | Equipo    | Pts. | PJ | G | E | P | GF | GC | Dif. | Clasificación         |
| ---- | --------- | ---- | -- | - | - | - | -- | -- | ---- | --------------------- |
| 1    | Argentina | 6    | 2  | 2 | 0 | 0 | 10 | 0  | +10  | Semifinales           |
| 2    | Chile     | 3    | 2  | 1 | 0 | 1 | 4  | 4  | 0    | Clasif. a semifinales |
| 3    | Uruguay   | 0    | 2  | 0 | 0 | 2 | 0  | 10 | −10  | Clasif. a semifinales |

 Fuente: FIH
Criterios de clasificación: 1) puntos; 2) partidos ganados; 3) diferencia de gol; 4) goles a favor; 5) empates; 6) goles de campo.
| 19 de enero de 2022 | Argentina                                                                                                | 6–0 | Uruguay |  |  |
| 18:30               | Gorzelany PC' (2), PC' (45) · Retegui FG' (9) · Albertario FG' (30) · Thome FG' (35) · Di Santo FG' (42) |     |         |  |  |

| 21 de enero de 2022 | Chile | 0–4 | Argentina                                                          |  |  |
| 18:30               |       |     | FG' (27) Alonso · PC' (35), FG' (59) Granatto · PS' (43) Gorzelany |  |  |

| 23 de enero de 2022 | Uruguay | 0–4 | Chile                                                                  |  |  |
| 18:30               |         |     | Maldonado PC' (2) · Caram PC' (5) · Arrieta PC' (12) · Flores PC' (52) |  |  |

### Grupo B
| Pos. | Equipo            | Pts. | PJ | G | E | P | GF | GC | Dif. | Clasificación         |
| ---- | ----------------- | ---- | -- | - | - | - | -- | -- | ---- | --------------------- |
| 1    | Estados Unidos    | 9    | 3  | 3 | 0 | 0 | 39 | 1  | +38  | Semifinales           |
| 2    | Canadá            | 6    | 3  | 2 | 0 | 1 | 28 | 3  | +25  | Clasif. a semifinales |
| 3    | Trinidad y Tobago | 3    | 3  | 1 | 0 | 2 | 2  | 29 | −27  | Clasif. a semifinales |
| 4    | Perú              | 0    | 3  | 0 | 0 | 3 | 0  | 36 | −36  |                       |
| 5    | México            | 0    | 0  | 0 | 0 | 0 | 0  | 0  | 0    | Abandono              |

 Fuente: FIH
Criterios de clasificación: 1) puntos; 2) partidos ganados; 3) diferencia de gol; 4) goles a favor; 5) empates; 6) goles de campo.
Notas:
1. ↑  Trinidad y Tobago fueron agrupados inicialmente en el grupo A, pero luego de que México abandone, fueron movidos al grupo B.
2. ↑  México abandonó antes del comienzo del torneo.

| 19 de enero de 2022 | Canadá | 14–0 | Perú |  |  |
| 14:00               | Stairs PC' (15), FG' (28), PC' (35), FG' (43), FG' (60) · Wong FG' (18), PC' (42) · Lee PC' (25) · Secco FG' (26) · McManus PS' (47) · Woodcroft FG' (48) · Faiczak FG' (49), FG' (55) · Thompson PC' (52) |      |      |  |  |

| 19 de enero de 2022 | Estados Unidos | 16–0 | Trinidad y Tobago |  |  |
| 16:15               | Yeager FG' (1), FG' (40), PS' (46) · Matson FG' (3), PC' (24), FG' (33) · Sessa FG' (4), FG' (24) · Rose FG' (8), FG' (26), FG' (30+), FG' (57) · Southam FG' (38) · Marshall PC' (54) · Grega FG' (55) · Moyer FG' (59) |      |                   |  |  |

| 21 de enero de 2022 | Perú | 0–2 | Trinidad y Tobago                 |  |  |
| 14:00               |      |     | K. Olton FG' (43) · King FG' (58) |  |  |

| 21 de enero de 2022 | Estados Unidos                                     | 3–1 | Canadá          |  |  |
| 16:15               | Kisha PC' (49) · Sessa FG' (57) · Magadan PC' (59) |     | Stairs PC' (48) |  |  |

| 23 de enero de 2022 | Canadá | 13–0 | Trinidad y Tobago |  |  |
| 14:00               | Wong FG' (6) · Thompson FG' (7), FG' (11), FG' (39) · Johansen PC' (13) · Rae FG' (18), FG' (20), FG' (60) · Secco FG' (24) · Sourisseau FG' (26) · Stairs FG' (30) · McManus PC' (34) · Mollenhauer PC' (55) |      |                   |  |  |

| 23 de enero de 2022 | Perú | 0–20 | Estados Unidos |  |  |
| 16:15               |      |      | Moyer PC' (6), FG' (29), FG' (51) · Zimmer PC' (13) · Rose FG' (25), FG' (42) · Grega FG' (26), FG' (33), FG' (52), FG' (56) · Matson FG' (27), PS' (30), FG' (42), FG' (46), FG' (50), FG' (59) · Yeager FG' (36), PC' (55) · Southam FG' (38) · Magadan FG' (43) |  |  |

## Segunda fase
|  | Clasif. a semifinales | Clasif. a semifinales | Clasif. a semifinales |        |                | Semifinales    | Semifinales | Semifinales |  |           | Final     | Final | Final |  |
|  |                       |                       |                       |        |                |                |             |             |  |           |           |       |       |  |
|  |                       |                       |                       |        |                |                |             |             |  |           |           |       |       |  |
|  |                       |                       |                       |        |                |                |             |             |  |           |           |       |       |  |
|  |                       |                       |                       |        |                |                |             |             |  |           |           |       |       |  |
|  |                       |                       |                       |        |                |                |             |             |  |           |           |       |       |  |
|  |                       | Argentina             | Argentina             | 3      |                |                |             |             |  |           |           |       |       |  |
|  |                       |                       |                       | 3      |                |                |             |             |  |           |           |       |       |  |
|  |                       |                       | Canadá                | Canadá | 0              |                |             |             |  |           |           |       |       |  |
|  | Canadá                | Canadá                | Canadá                | Canadá | 0              | 1 (3)          |             |             |  |           |           |       |       |  |
|  | Canadá                | Canadá                |                       |        |                |                |             |             |  |           |           |       |       |  |
|  | Uruguay               | Uruguay               | 1 (0)                 |        |                |                |             |             |  |           |           |       |       |  |
|  | Uruguay               | Uruguay               | 1 (0)                 |        |                |                |             |             |  | Argentina | Argentina | 4     |       |  |
|  |                       |                       |                       |        |                |                |             |             |  | Argentina | Argentina | 4     |       |  |
|  |                       |                       | Chile                 | Chile  | 2              |                |             |             |  |           |           |       |       |  |
|  | Chile                 | Chile                 | Chile                 | Chile  | 2              | 11             |             |             |  |           |           |       |       |  |
|  | Chile                 | Chile                 |                       |        |                |                |             |             |  |           |           |       |       |  |
|  | Trinidad y Tobago     | Trinidad y Tobago     | 0                     |        |                |                |             |             |  |           |           |       |       |  |
|  | Trinidad y Tobago     | Trinidad y Tobago     | 0                     |        | Estados Unidos | Estados Unidos | 1 (0)       |             |  |           |           |       |       |  |
|  |                       |                       |                       |        | Estados Unidos | Estados Unidos | 1 (0)       |             |  |           |           |       |       |  |
|  |                       |                       | Chile                 | Chile  | 1 (2)          |                |             |             |  |           |           |       |       |  |
|  |                       |                       | Chile                 | Chile  | 1 (2)          |                |             |             |  |           |           |       |       |  |
|  |                       |                       |                       |        |                |                |             |             |  |           |           |       |       |  |
|  |                       |                       |                       |        |                |                |             |             |  |           |           |       |       |  |
|  |                       |                       |                       |        |                |                |             |             |  |           |           |       |       |  |
|  |                       |                       |                       |        |                |                |             |             |  |           |           |       |       |  |

### Clasificación a semifinales
| 25 de enero de 2022 | Canadá       | 1–1 | Uruguay        |  |  |
| 17:00               | Wong FG' (9) |     | Viana PC' (10) |  |  |

| 25 de enero de 2022 | Chile | 11–0 | Trinidad y Tobago |  |  |
| 18:30               | Lagos FG' (7) · Arrieta FG' (10), FG' (50) · Krimerman PC' (14), PC' (58) · De las Heras FG' (26) · Urroz FG' (32), FG' (59) · Tala FG' (34) · Filipek PC' (43) · Maldonado FG' (51) |      |                   |  |  |

### Quinto y sexto lugar[7]
| × | Uruguay | 5–0 | Trinidad y Tobago |  |  |
| × |         |     |                   |  |  |

### Semifinales
| 27 de enero de 2022 | Argentina                                         | 3–0 | Canadá |  |  |
| 16:00               | Trinchinetti PC' (32) · Cedrés FG' (52), FG' (56) |     |        |  |  |

| 27 de enero de 2022 | Estados Unidos  | 1–1 | Chile            |  |  |
| 18:30               | Matson FG' (59) |     | Ananías PC' (45) |  |  |

### Tercer y cuarto lugar
| 29 de enero de 2022 | Canadá             | 1–0 | Estados Unidos |  |  |
| 16:00               | Woodcroft PC' (15) |     |                |  |  |

### Final
| 29 de enero de 2022 | Argentina                                                              | 4–2 | Chile                        |  |  |
| 18:30               | Granatto PC' (15), PC' (57) · Albertario FG' (39) · Gorzelany PC' (53) |     | Krimerman PC' (34), FG' (48) |  |  |

## Posiciones finales
| Posición          | Equipo            |
| ----------------- | ----------------- |
| Medalla de oro    | Argentina         |
| Medalla de plata  | Chile             |
| Medalla de bronce | Canadá            |
| 4                 | Estados Unidos    |
| 5                 | Uruguay           |
| 6                 | Trinidad y Tobago |
| 7                 | Perú              |

|  | Clasificados a Copa Mundial de Hockey Femenino de 2022 |